# Gordon Ackerman
Pour les articles homonymes, voir Ackerman.
Gordon Ackerman est un journaliste, écrivain, auteur et photographe américain. Il est né à Albany, dans l'État de New York.
Il a suivi ses études à l'académie d'Albany, à l'école Fessenden, à l'université de Boston et à l'université de Paris.
Ackerman a vécu et travaillé la plupart de sa vie en Europe, où il était correspondant pour des grands médias américains, de presse écrite et audiovisuelle, notamment Time, Life, Sports Illustrated, Newsweek, CBS News et ABC News.
Il a été correspondant en chef à Paris pour Westinghouse Broadcasting avant de rejoindre le bureau à Paris de Time-Life comme correspondant en 1958.
Il a travaillé sur des reportages en Europe et en Afrique, pour toutes les publications de Time Inc., ainsi que pour Paris Match.
Il a été brièvement rédacteur pour People Magazine à New York.
Dans ses reportages, Ackerman a développé ce qu'il définit comme "un style d'écriture bidimensionnel, avec des références limitées au  passé ou au futur, pour que ces reportages ressemblent à des photographies plus qu'à des articles."

## Reportages en Afrique du Nord
Ackerman a été reporter sur les principaux événements d'actualité en Europe et en Afrique du Nord de 1956 à 1962. Il a été le premier journaliste américain à arriver à Agadir, au Maroc, le 29 février 1960, pour suivre le tremblement de terre au cours duquel 30 000 personnes ont trouvé la mort ou ont été blessées.
Il a été le témoin des combats de rue entre l'armée française et les civils à Alger en 1961, combats qui annonçaient la fin de la guerre franco-algérienne.

## Reportages en Europe de l'Est, notamment ancienne Allemagne de l'Est
Vers la fin des années 1980, Ackerman a effectué des reportages en mission en Europe de l'Est pour Pierre Salinger, Directeur européen de l'information pour ABC News et attaché de presse de l'ancien président John F. Kennedy.
En 1989, en mission pour Salinger, Ackerman entre dans l'ancienne Allemagne de l'Est (RDA) en se présentant comme « professeur universitaire ». Arrêté par la police secrète est-allemande (Stasi), Ackerman a été libéré après avoir convaincu les policiers qu'il était un ami proche du chef d'État de l'Allemagne de l'est Erich Honecker. Il a poursuivi sa mission, et a filmé clandestinement des manifestations publiques à Leipzig et Berlin, qui ont  précédé la chute du gouvernement communiste et la chute du mur de Berlin.
Les films, ainsi que le motocycliste d'Ackerman engagé pour les passer en contrebande hors du pays, ont été interceptés et saisis, sans doute par la Stasi, avant d'arriver à Berlin-Ouest.
Dans la nuit du 9 novembre 1989, avec l'Allemagne de l'est aux bords de l'anarchie, Ackerman et un autre correspondant ont été les premiers journalistes à atteindre la porte de Brandebourg, où les allemands de l'est et de l'ouest en liesse, déchiraient les premiers bouts du mur et s'embrassaient en pleurant.[réf. nécessaire]

## Livres sur Gordon Ackerman
Les reportages de guerre d'Ackerman sont répertoriés dans une collection de livres édités par le photographe du Life magazine, Carl Mydans, intitulé La Paix violente, publiée par l'Atheneum.
On les retrouve dans les bibliothèques publiques de la plupart des grandes villes américaines. Une collection de ses nouvelles, onze histoires, a été publiée en 1964. Sa dernière nouvelle, Raging Light est disponible sur Amazon.
Les articles, écrits et reportages d'Ackerman se retrouvent dans la collection permanente à l'Université du Wyoming et l'American Heritage Foundation.
Ses photographies d'art ont été exposées dans des galeries et des musées en Europe et aux États-Unis et ont été acquises par, entre autres, l'Institut d'histoire et d'art d'Albany.

## Sa vie actuelle en 2009
Il a deux enfants.
Ackerman réside aujourd'hui dans l'État de New York et partage son temps entre les États-Unis et l'Europe. Il travaille en 2009 sur un film et un projet de livre.